# Дельта Центавра
Дельта Центавра (лат. δ Centauri) — звезда в южном созвездии Центавра. Видимая звёздная величина составляет +2,57, звезда хорошо видна невооружённым глазом. Измерения параллакса дают оценку расстояния от Солнца до звезды приблизительно 410 световых лет.

## Свойства
δ Центавра является оболочечной звездой с отдельным спектром, создаваемым веществом, выброшенным в дисковую структуру вследствие быстрого вращения звезды. Также является переменной звездой, видимый блеск меняется от +2,51 до +2,65. Считается переменной звездой типа Гаммы Кассиопеи. Энергия звезды высвечивается с эффективной температурой более 22000 K, цвет внешней оболочки звезды бело-голубой, присущий звёздам спектрального класса B. Радиус звезды в 6,5 раз превышает солнечный, масса превышает солнечную в 8,7 раз.
В рамках спектральной классификации звезда принадлежит классу B2 IVne, класс светимости IV показывает, что звезда является субгигантом, исчерпавшим запас водорода в ядре и удалившимся от главной последовательности. Звезда быстро вращается, при этом вследствие эффекта Доплера линии поглощения уширяются, на это указывает индекс 'n'. Индекс 'e' означает, что звезда является классической Be-звездой, горячей звездой, которая ещё не превратилась в сверхгигант и пока окружена околозвёздным газом. Наличие газа создаёт избыток инфракрасного излучения, а также эмиссионные линии в спектре. Большая часть газа сосредоточена в плоскости экватора, образуя диск.
Некоторую переменность в блеске звезды можно объяснить в предположение того, что она на самом деле является двойной системой. Предполагаемая вторая звезда должна обладать массой 4-7 масс Солнца и обращаться с периодом не менее 4,6 лет при минимальном расстоянии от Главной компоненты 6,9 а. e.. δ Центавра обладает общим собственным движением с близкими звёздами HD 105382 и HD 105383, так что они могу образовать маленькое скопление или тройную систему. По сходству собственного движения звезду относят к Нижней подгруппе Центавра — Южного Креста в OB-ассоциации Скорпиона — Центавра, ближайшей ассоциации движущихся совместно массивных звёзд.

## Название
В китайском языке название 馬尾 (Mǎ Wěi) означает Хвост Лошади и относится к астеризму, состоящему из δ Центавра, G Центавра и ρ Центавра. Сама δ Центавра известна как 馬尾三 (Mǎ Wěi sān, Третья звезда хвоста лошади).